# Sellstedt
Sellstedt (Platduits: Sells) is een dorp en voormalige gemeente in het Landkreis Cuxhaven in de deelstaat Nedersaksen. 
De oude gemeente ging in 1974 op in de gemeente Schiffdorf. Tot 1859 behoorde het bij de huidige buurgemeente Beverstedt. Aan de ploeg, die in het dorpswapen is afgebeeld, ziet men, dat Sellstedt van oorsprong een boerendorp is; na plm. 1970 zijn er ook woonforensen met een baan in het naburige Bremerhaven komen wonen. Geschiedkundige voorvallen van meer dan plaatselijke betekenis zijn, voor zover bekend, niet overgeleverd.
Het dorp ligt aan de spoorlijn Bremerhaven - Buxtehude. Vanaf het station vertrekt ieder uur een trein in beide richtingen. 
Ten noorden van Sellstedt ligt een 754 hectare groot natuurreservaat met de naam Sellstedter See und Ochsentriftmoor/Wildes Moor. Bij dit gebied behoort een 85 hectare grote polder (Glies). Onder een polder verstaat men in Noord-Duitsland meestal een omdijkt retentiebekken ter beperking van overstromingsgevaar bij hoog water of om als natuurherstelmaatregel vernatting door te voeren. Dit natuurreservaat geldt als één van de belangrijkste weide- en moerasvogelreservaten in de regio.

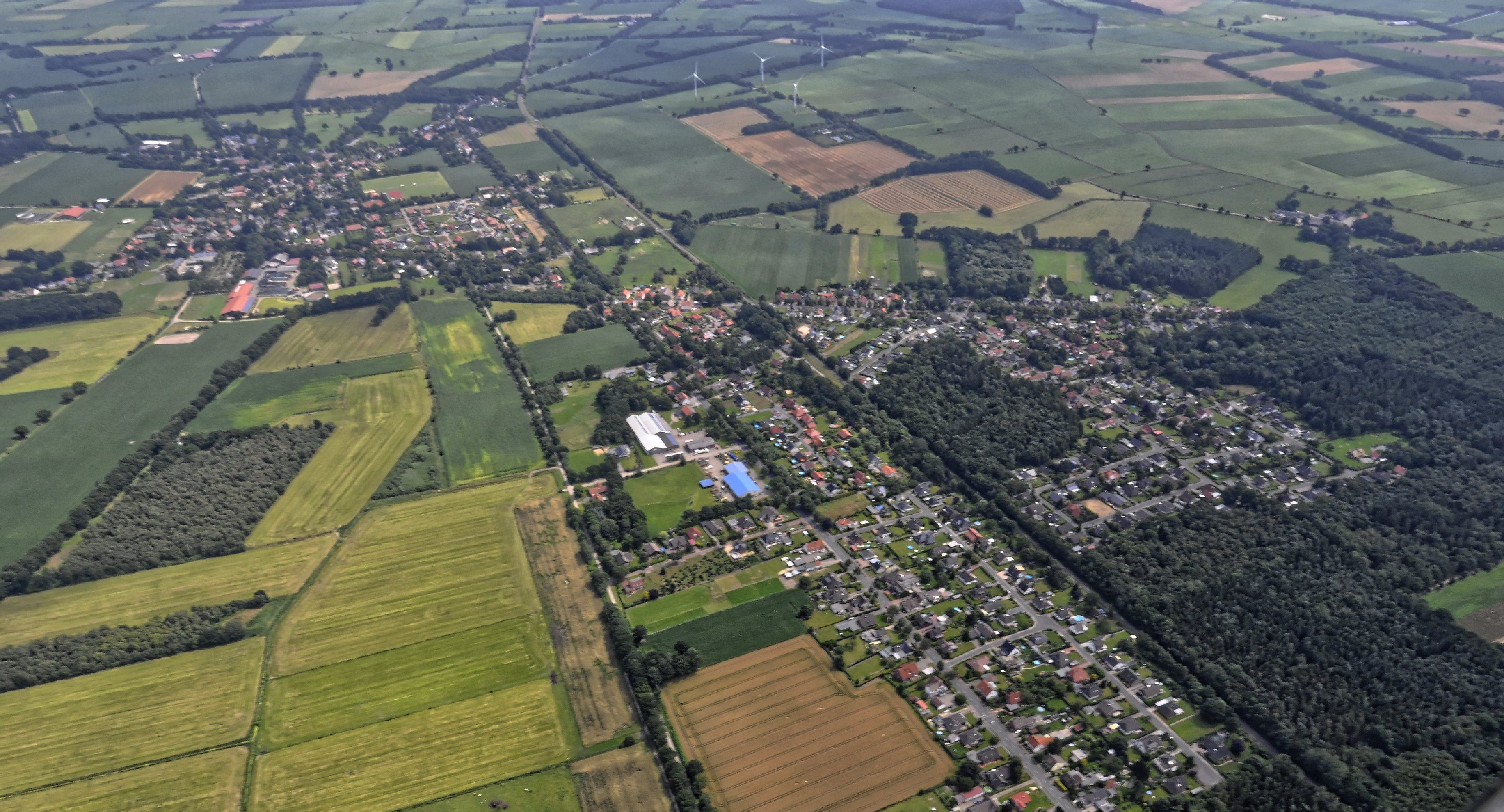
Luchtfoto van Sellstedt (2015)
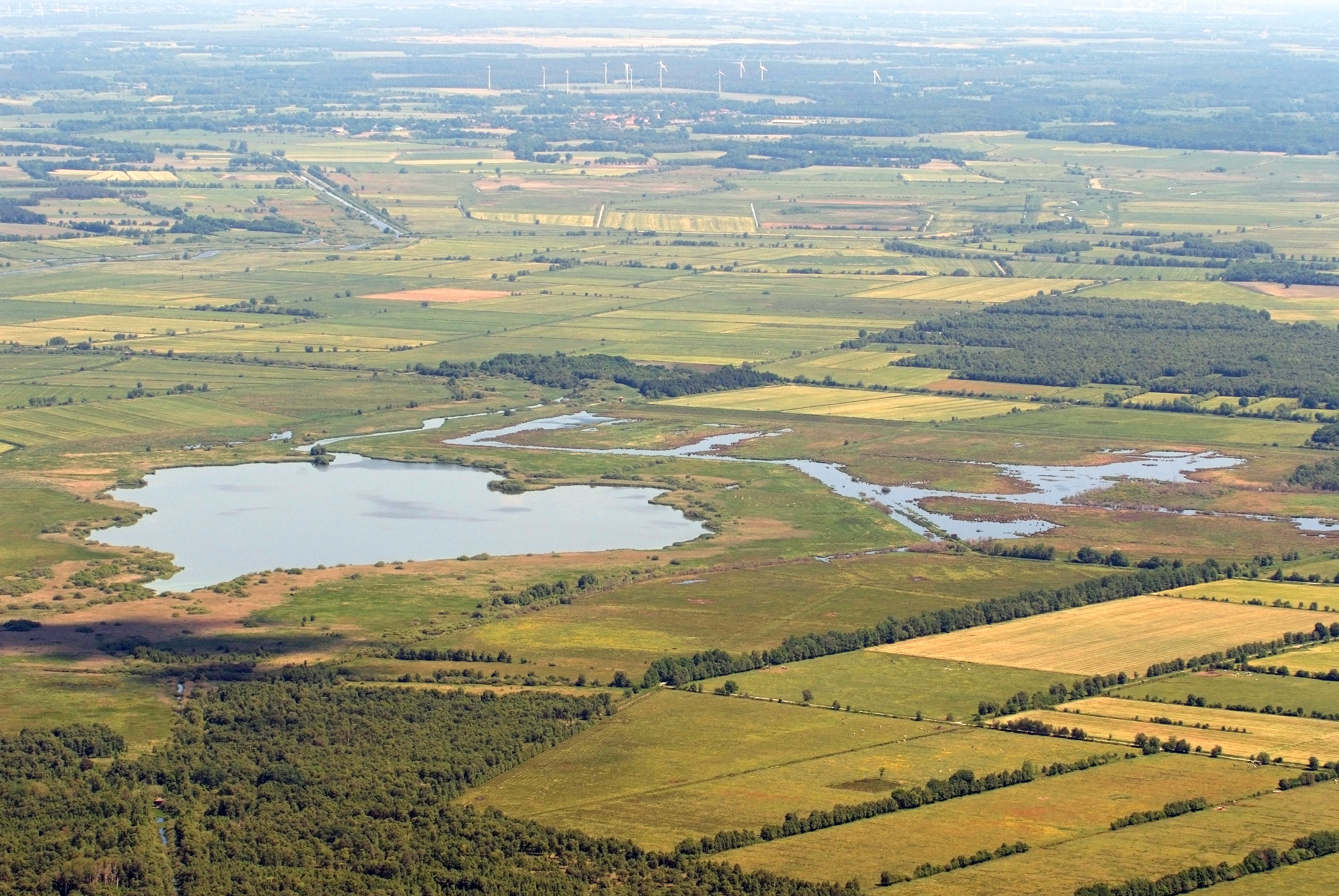
Luchtfoto (2012) Sellstedter See
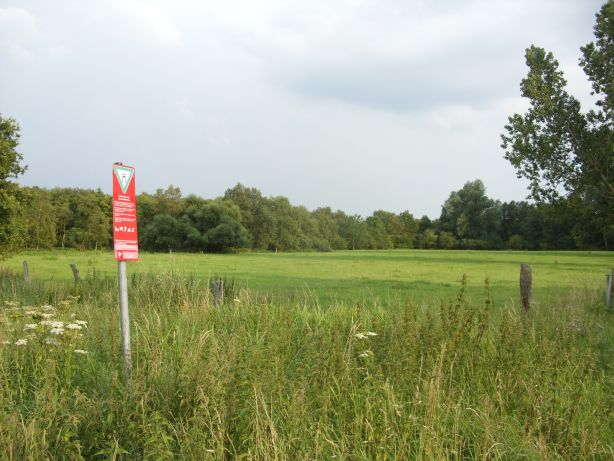
Natuurgebied „Sellstedter See und Ochsentriftmoor/Wildes Moor“
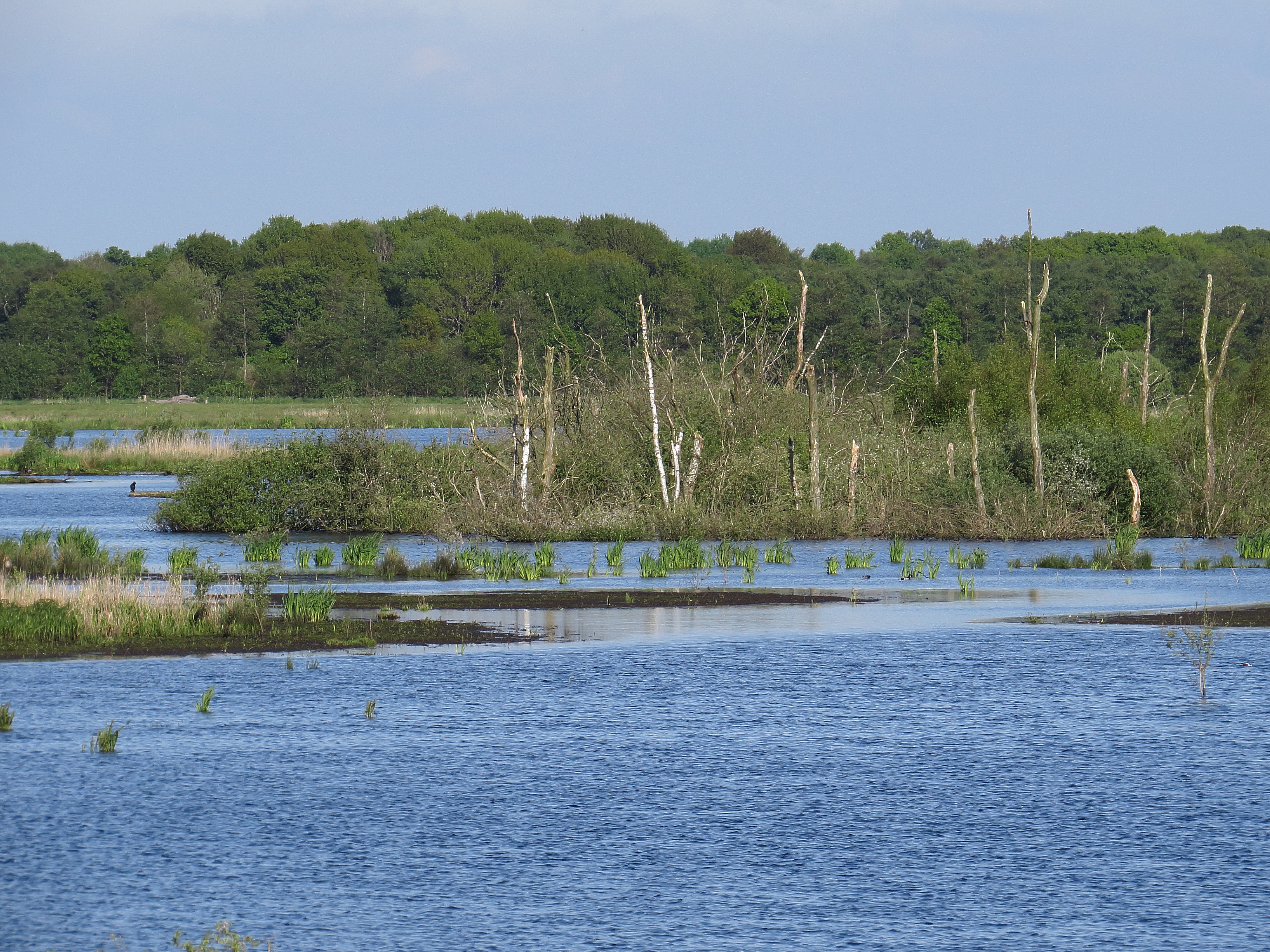
Vernatting in de Polder Glies
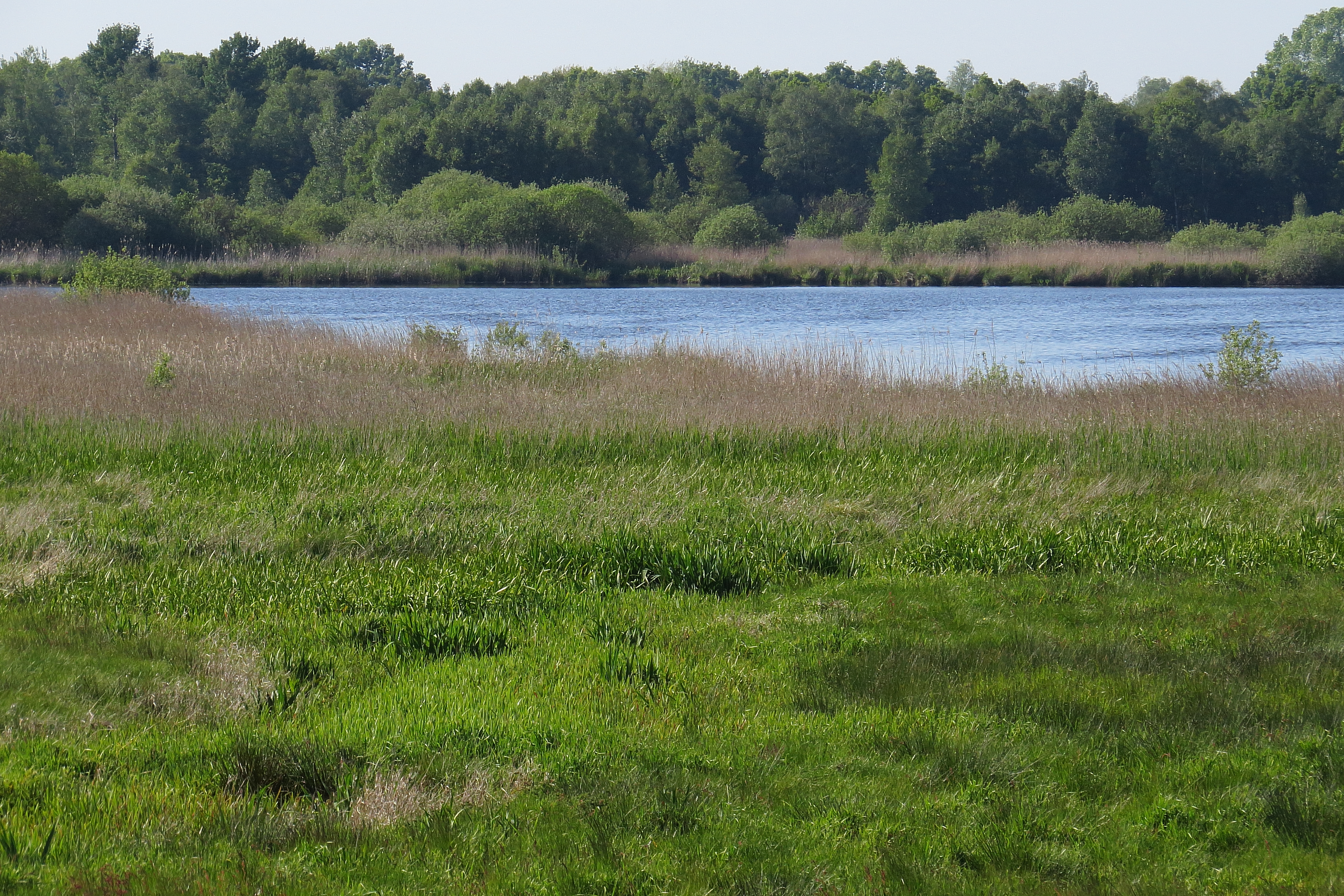
Zuidoostoever van de Sellstedter See